# Neptosternus batekensis
Neptosternus batekensis är en skalbaggsart som beskrevs av Bilardo och Rocchi 2010. Neptosternus batekensis ingår i släktet Neptosternus och familjen dykare. Inga underarter finns listade i Catalogue of Life.